# Ryōji Isaoka
Ryōji Isaoka (砂岡良治?, Isaoka Ryōji; Ōhira, 18 febbraio 1962) è un ex sollevatore giapponese che ha gareggiato nella categoria dei pesi massimi leggeri (fino a 82,5 kg.).
Ha partecipato a tre edizioni dei Giochi Olimpici.

## Carriera
Nel 1982 Isaoka vinse la medaglia d'oro nella categoria dei pesi massimi leggeri ai Giochi Asiatici di Nuova Delhi.
Due anni dopo partecipò alle Olimpiadi di Los Angeles 1984, orfane di molti atleti dell'Europa dell'Est a causa del boicottaggio dei loro Paesi, dove riuscì a conquistare il podio con 340 kg. nel totale, ottenendo la medaglia di bronzo dietro al rumeno Petre Becheru (355 kg.) e all'australiano Robert Kabbas (342,5 kg.). In quell'edizione dei Giochi la competizione olimpica di sollevamento pesi era valida anche come Campionato mondiale.
Nel 1986 vinse un'altra medaglia d'oro ai Giochi Asiatici di Seul e due anni dopo prese parte alle Olimpiadi di Seul 1988, terminando al 6º posto finale con 350 kg. nel totale.
Nel 1990 vinse la medaglia di bronzo ai Giochi Asiatici di Pechino e nel 1992 partecipò alla sua terza Olimpiade, quella di Barcellona 1992, dove però terminò fuori classifica per aver fallito i tre tentativi nella prova di slancio.
Al termine della carriera agonistica restò nell'ambiente del sollevamento pesi, diventando anche dirigente della Federazione giapponese di questa disciplina.